# Pester Power
Als Pester Power (deutsch: ‚Macht des Quengelns‘, ‚Quengelkraft‘) oder Nag Factor (deutsch: ‚Nörgel-Faktor‘) bezeichnet man im Marketing den Einfluss jüngerer Kinder, bei ihren Eltern den Kauf von in der Werbung wahrgenommenen Produkten durch Quengeln durchzusetzen. Besonders Kinder im Alter von zwei bis fünf Jahren setzen ihre Konsumwünsche vornehmlich durch Quengeln durch. Zudem verfügen jüngere Kinder nicht über die nötige Medienkompetenz, sind in hohem Maße beeinflussbar und neigen zu spontanem und unausgewogenem Konsum. Mit steigendem Alter der Kinder verliert die Pester Power an Bedeutung, auch weil ältere Kinder allmählich verstehen, dass sie ihre Eltern mit Erklärungen und Kompromissangeboten besser überzeugen können.
Viele Eltern stimmen den Konsumwünschen ihrer Kinder zu, um den Familienfrieden zu wahren oder unangenehme Situationen beim Einkauf zu vermeiden. Bei einer Untersuchung der Johns Hopkins Bloomberg School of Public Health im Jahr 2011 gaben 36 % der befragten Mütter an, als Gegenmaßnahme den Kontakt der Kinder mit Werbemaßnahmen zu beschränken; 35 % versuchten die getroffenen oder abgelehnten Kaufentscheidungen gegenüber den Kindern zu erklären.
Obwohl sich Werbetreibende des Einflusses der Kinder auf die Kaufentscheidung seit vielen Jahrzehnten bewusst waren, gab es bis in die 1950er-Jahre bei den meisten Unternehmen und Werbeagenturen eine Selbstverpflichtung, Kinder nicht direkt mit Werbemaßnahmen anzusprechen. Die Gründe dafür waren zum Teil moralischer Natur; zum Teil befürchtete man aber auch, die Eltern gegen sich aufzubringen und dadurch Umsatzeinbußen zu erleiden.
1952 gab es mit dem Werbespot für Mr. Potato Head erstmals eine in großem Umfang eingesetzte Werbemaßnahme, die sich direkt an Kinder richtete. Mitte der 1950er-Jahre nahm die direkte Ansprache von Kindern in der Werbung stark zu. In den Vereinigten Staaten wurden auf Kinder ausgerichtete Werbemaßnahmen erstmals ab 1955 im Umfeld des Mickey Mouse Club in großem Umfang eingesetzt. Viele Werbetreibende adaptierten daraufhin diese Maßnahmen und gestalteten Werbemittel zunehmend gezielter für die junge Zielgruppe. So wurden beispielsweise in Werbespots Kinder als cleverer und den Eltern überlegen dargestellt, was für Kinder besonders reizvoll ist, da „ihre Alltagswahrnehmung dem Gegenteil entspricht“. Eine andere Möglichkeit ist die Einbindung von Kindern bekannten Persönlichkeiten (Testimonials) oder Comicfiguren.
Als besonders kritisch wird auf Pester Power ausgerichtete Werbung für vermeintlich ungesunde Lebensmittel eingestuft, vor allem weil sie die Bestrebungen der Eltern zur Etablierung einer vorgeblich gesunden Ernährungsweise unterläuft. Pester Power hat damit das Potential, Konflikte in der Eltern-Kind-Beziehung herbeizuführen oder zu verschärfen.
Die teils aggressiven Maßnahmen führten ab den 1960er-Jahren verstärkt zu Beschwerden von Eltern und Jugendschutzorganisationen, die schließlich in vielen Ländern in strikteren Werberichtlinien mündeten. In Bezug auf den Jugendschutz wird die Werbung in Deutschland durch den Jugendmedienschutz-Staatsvertrag beschränkt. Unter Übernahme der Regelung in der Richtlinie 89/552/EWG (Fernsehrichtlinie) dürfen alle Angebote in Telemedien (Teledienste und Mediendienste) und im Rundfunk nicht:
1. direkte Kaufappelle an Kinder oder Jugendliche enthalten, die deren Unerfahrenheit und Leichtgläubigkeit ausnutzen,
2. Kinder und Jugendliche unmittelbar auffordern, ihre Eltern oder Dritte zum Kauf der beworbenen Waren oder Dienstleistungen zu bewegen, oder
3. das besondere Vertrauen ausnutzen, das Kinder oder Jugendliche zu Eltern, Lehrern und anderen Vertrauenspersonen haben.

Trotz dieser Vorgaben wird der durch Pester Power erzeugte Umsatz („Naggingmarkt“) in Deutschland auf etwa 70 Milliarden Euro jährlich geschätzt.